# Каракульское
Караку́льское — село в Октябрьском районе Челябинской области. Административный центр Каракульского сельского поселения.

## География
Село расположено на границе с Казахстаном, на реке Уй. Расстояние до районного центра, Октябрьского, 52 км.

## История
В 1935—1959 годах село являлось административным центром Каракульского района.

## Население
| 2002 | 2010  |
| ---- | ----- |
| 1399 | ↘1135 |

По данным Всероссийской переписи, в 2010 году численность населения села составляла 1135 человек (519 мужчин и 616 женщин).

## Улицы
Уличная сеть села состоит из 11 улиц и 13 переулков.